# Chad Javon Johnson
Chad Javon Johnson (Miami, 9 de gener de 1978) és un jugador de futbol americà abans conegut com a Chad Ochocinco, que juga en la posició de receptor per als Cincinnati Bengals de la NFL.} Va ser seleccionat en el Draft 2001, en la segona ronda amb la selecció número 36 per Cincinnati. Prèviament havia jugat com col a Oregon State.